# La Chèze
La Chèze (bretonska: Kez) är en kommun i departementet Côtes-d'Armor i regionen Bretagne i nordvästra Frankrike. Kommunen ligger i kantonen La Chèze som tillhör arrondissementet Saint-Brieuc. År 2022 hade La Chèze 572 invånare.

## Befolkningsutveckling
Antalet invånare i kommunen La Chèze
Referens:INSEE